# Grant Clitsome
Grant Clitsome (né le 14 avril 1985 à Gloucester, dans la province de l'Ontario au Canada) est un joueur professionnel canadien de hockey sur glace. Il évolue au poste de défenseur.

## Carrière de joueur
Grant Clitsome est repêché lors du repêchage de la Ligue nationale de hockey de 2004 en 271e position par les Blue Jackets de Columbus à l'issue d'une saison en LHCJ avec les Raiders de Nepean qu'il termine avec 39 points en 55 matchs.
Il décide ensuite de poursuivre sa carrière avec les Golden Knights de Clarkson en ECAC avec lesquels il joue pendant quatre saisons.
Il fait ses débuts avec le club école des Blue Jackets de Columbus dans la Ligue américaine de hockey, les Crunch de Syracuse, lors de la saison 2008-2009. Il est appelé pour la première fois par les Blue Jackets lors de la saison 2009-2010 et joue 11 matchs.
En 2010-2011, il inscrit 19 points en 31 matchs et termine avec un différentiel plus/moins positif. Clitsome ne réussit pas à confirmer sa bonne entrée dans la LNH, et vit une saison difficile au sein d'une équipe en perdition dès le début de la saison. Avec l'arrivée de renforts comme Nikita Nikitine ou encore Jack Johnson, ainsi que le retour de blessure de James Wisniewski, Clitsome recule dans la hiérarchie des défenseurs des Blue Jackets. Il est placé en ballottage et est réclamé par les Jets de Winnipeg pour combler le départ de Johnny Oduya aux Blackhawks de Chicago.
Il joue 44 des 48 matchs en 2012-2013, saison écourtée par un lock-out, puis prolonge de trois ans son contrat avec les Jets en juillet 2013. Des problèmes de dos lui font toutefois limiter la saison 2013-2014 à 32 matchs puis la saison suivante à 24 parties. Il est forcé de prendre sa retraite après avoir manqué la saison 2015-2016 entière en raison de cela.

## Statistiques
| Saison     | Équipe                     | Ligue      |     | Saison régulière | Saison régulière | Saison régulière | Saison régulière | Saison régulière |   | Séries éliminatoires | Séries éliminatoires | Séries éliminatoires | Séries éliminatoires | Séries éliminatoires |
| Saison     | Équipe                     | Ligue      | PJ  | B                | A                | Pts              | Pun              | PJ               | B | A                    | Pts                  | Pun                  |                      |                      |
| 2003-2004  | Raiders de Nepean          | LHCJ       | 55  | 13               | 26               | 39               | 67               | 17               | 1 | 10                   | 11                   | 6                    |                      |                      |
| 2004-2005  | Golden Knights de Clarkson | ECAC       | 39  | 2                | 11               | 13               | 36               | -                | - | -                    | -                    | -                    |                      |                      |
| 2005-2006  | Golden Knights de Clarkson | ECAC       | 34  | 2                | 17               | 19               | 20               | -                | - | -                    | -                    | -                    |                      |                      |
| 2006-2007  | Golden Knights de Clarkson | ECAC       | 34  | 7                | 12               | 19               | 38               | -                | - | -                    | -                    | -                    |                      |                      |
| 2007-2008  | Golden Knights de Clarkson | ECAC       | 39  | 5                | 17               | 22               | 28               | -                | - | -                    | -                    | -                    |                      |                      |
| 2007-2008  | Crunch de Syracuse         | LAH        | -   | -                | -                | -                | -                | 1                | 0 | 0                    | 0                    | 0                    |                      |                      |
| 2008-2009  | Crunch de Syracuse         | LAH        | 73  | 4                | 5                | 19               | 74               | -                | - | -                    | -                    | -                    |                      |                      |
| 2009-2010  | Crunch de Syracuse         | LAH        | 64  | 5                | 15               | 20               | 42               | -                | - | -                    | -                    | -                    |                      |                      |
| 2009-2010  | Blue Jackets de Columbus   | LNH        | 11  | 1                | 2                | 3                | 6                | -                | - | -                    | -                    | -                    |                      |                      |
| 2010-2011  | Falcons de Springfield     | LAH        | 32  | 5                | 10               | 15               | 22               | -                | - | -                    | -                    | -                    |                      |                      |
| 2010-2011  | Blue Jackets de Columbus   | LNH        | 31  | 4                | 15               | 19               | 16               | -                | - | -                    | -                    | -                    |                      |                      |
| 2011-2012  | Blue Jackets de Columbus   | LNH        | 51  | 4                | 10               | 14               | 24               | -                | - | -                    | -                    | -                    |                      |                      |
| 2011-2012  | Jets de Winnipeg           | LNH        | 12  | 0                | 3                | 3                | 8                | -                | - | -                    | -                    | -                    |                      |                      |
| 2012-2013  | Jets de Winnipeg           | LNH        | 44  | 4                | 12               | 16               | 18               | -                | - | -                    | -                    | -                    |                      |                      |
| 2013-2014  | Jets de Winnipeg           | LNH        | 32  | 2                | 10               | 12               | 18               | -                | - | -                    | -                    | -                    |                      |                      |
| 2014-2015  | Jets de Winnipeg           | LNH        | 24  | 0                | 4                | 4                | 8                | -                | - | -                    | -                    | -                    |                      |                      |
| Totaux LNH | Totaux LNH                 | Totaux LNH | 205 | 15               | 56               | 71               | 98               | -                | - | -                    | -                    | -                    |                      |                      |